# Matías Catrileo
Matías Valentín Catrileo Quezada, més conegut com a Matías Catrileo, (Santiago de Xile, 11 de setembre de 1984 - Vilcún, l'Araucania, Xile, 3 de gener de 2008) va ser un estudiant universitari maputxe, assassinat d'un tret dels Carrabiners de Xile mentre participava de l'ocupació de la finca de Santa Margarida, a la localitat de Vilcún, durant la denominada «Recuperació territorial» de 2008. Emmarcat en el període del mandat de govern de la presidenta xilena Michelle Bachelet esdevingué un episodi significatiu de les reivindicacions socials i polítiques del poble maputxe.

## Trajectòria
Va cursar l'educació primària a la ciutat xilena de La Florida i la secundària al Liceu José Victorino Lastarria. Als 18 anys, va abandonar el centre i es va dedicar a estudiar mapudungun, filosofia i història. Va fer el servei militar a Arica i va finalitzar els seus estudis de secundària. L'any 2005, després d'una breu estada a Santiago de Xile, es va establir a Temuco, on va ingressar a la Universitat de la Frontera per a estudiar agronomia. En el moment de la seva mort, tenia 22 anys i cursava el tercer any de la seva carrera. Pòstumament, els seus familiars van publicar a l'editorial Quimantú un recull de 23 poemes que havia escrit ell.

### Mort i investigació

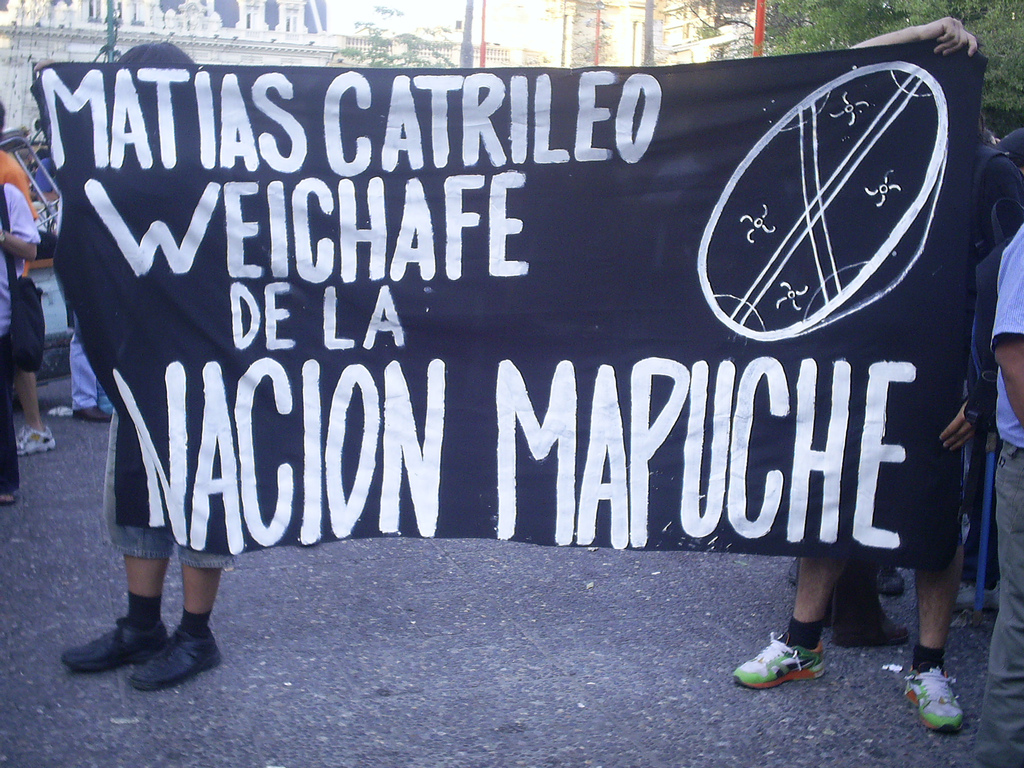
Concentració de repudi a l'assassinat, Plaça d'Armes de Santiago de Xile.

Catrileo es trobava al costat d'altres comuners de la finca de Santa Margarida, propietat de l'agricultor Jorge Luchsinger. El predi, que envoltava la comunitat Llupeco Vilcún, a la comuna de Vilcún de l'Araucania, estava custodiat des de 2001 per carrabiners dins d'accions emparades per la Llei antiterrorista xilena. El 3 de gener de 2008, el jove va ser assassinat pel cap segon Walter Ramírez Inostroza, que li va disparar al costat amb un subfusell Uzi, perforant-li el pulmó, lesió que li va causar la mort uns minuts més tard. Els comuners, per por que alteressin les proves, van fugir emportant-se el cos de Catrileo. Durant la seva fugida, un comuner autoidentificat com a Rodrigo es va comunicar a través de Ràdio Bío Bío i va informar en directe sobre la mort del seu company, a la vegada que advertia que no volien lliurar el cos als investigadors, sinó a l'Església catòlica, en particular al bisbe de Temuco, Manuel Camilo Vial. Finalment, van lliurar el cadàver per a les respectives investigacions, que es van realitzar al Servei Mèdic Legal de Temuco, amb la mediació del bisbe de Villarrica Sixto Pazinger, la Creu Roja i la Defensoria Pública.
La causa va ser investigada per la Fiscalia Militar, tal com preveia la normativa, ja que hi estava involucrat personal de les Forces Armades o Carrabiners en actes de servei. Organitzacions vinculades a la defensa dels drets humans van demanar a la Cort Suprema de Xile que la investigació per la mort del jove maputxe fos vista per un ministre en visita (jutge), figura que permet sostreure la causa de la jurisdicció militar per portar-la a la justícia ordinària, però la sol·licitud va ser finalment desestimada per l'alt tribunal.
Una versió inicial dels fets va intentar provar que Catrileo havia mort en un enfrontament armat contra els Carrabiners, però després es va determinar que Ramírez Inostroza havia emprat «sense motiu racional, violències innecessàries» en l'execució de les ordres. Encara que l'advocat de l'agent imputat va al·legar que havia actuat en defensa pròpia, Ramírez Inostroza va ser condemnat per la justícia militar a 3 anys i un dia de presó en règim de llibertat vigilada, pel delicte de violència innecessària amb resultat de mort, sentència que va ser confirmada a finals de 2011 per la Cort Suprema de Xile. Més tard, el cos de policia va degradar l'agent amb l'argument de «faltes a l'ètica professional». El 2015, la Cort Suprema va confirmar l'obligació de l'Estat a indemnitzar a la família de Catrileo amb un quantitat de $ 130 milions. Els diners van ser rebut per la mare i la germana del jove maputxe. En aquella decisió, l'alt tribunal va assegurar que «el cap segon Walter Ramírez Inostroza va utilitzar armes de foc no existint un perill real i imminent per a la seva integritat, raó pel que la violència exercida a l'hora dels fets va ser del tot innecessària i no troba motiu racional que la justifiqui». Catrileo va ser enterrat el 5 de gener de 2008 al cementiri Parque el Sendero, de Temuco, en un acte que va aplegar a més de 2000 persones.

### Llegat
La família de Catrileo va crear l'espai web d'homenatge MatiasCatrileo.cl després de la seva mort. El seu assassinat va quedar recollit en cançons de denúncia com ara "El Ciervo de Santa Margarida" del grup musical Tenemos Explosivos o "Infórmate" de SubVerso.